# Ave tóxica

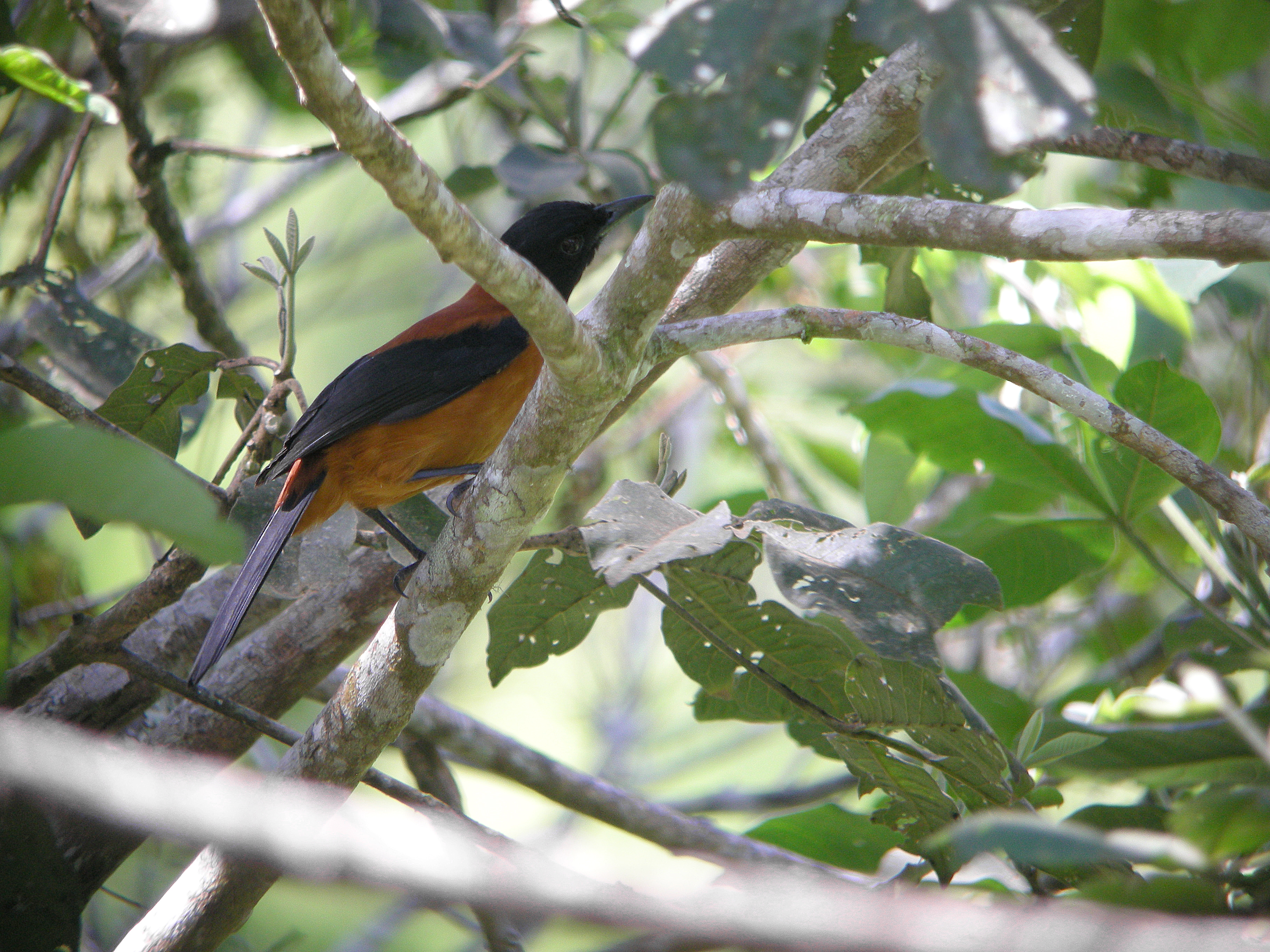
Um pitohui. Possui uma neurotoxina chamada homobatracotoxina, encontrada na pele e nas penas das aves e causa dormência e formigamento ao tocar.

Aves tóxicas são aves que usam toxinas para se defender de predadores. Nenhuma espécie de ave é conhecida por injetar ou produzir veneno ativamente, mas as aves tóxicas descobertas são venenosas para tocar e comer. Essas aves geralmente sequestram veneno de animais e plantas das quais se alimentam, especialmente insetos venenosos. Algumas aves com características tóxicas conhecidas incluem os pássaros pitohui e ifrita kowaldi de Papua Nova Guiné, a codorniz-comum, o Pato-ferrão, poupas, o pombo-bronzeado e a Mariquita-vermelha, entre outros.
O pitohui, o ifrita e os picanços sequestram a homobatracotoxina em sua pele e penas.  O ganso-africano é tóxico para comer, pois sequestra veneno em seus tecidos, dos besouros de que se alimenta. As codorniz-comum também são conhecidas por serem tóxicas e podem causar coturnismo em certos estágios de suas migrações.

## Pesquisas iniciais
A primeira pesquisa feita sobre aves tóxicas foi publicada em 1992 por Dumbacher et al.,  que encontrou vestígios da neurotoxina homobatracotoxina, um alcaloide esteróide com a capacidade de polarizar os canais de Na+, nas penas e tecidos corporais de muitas espécies de passeriformes da Nova Guiné dos gêneros Pitohui e Ifrita.  Antes de 1992, as toxinas das aves passeriformes da Nova Guiné só haviam sido encontradas em três espécies de sapos venenosos no oeste da Colômbia (Phyllobates terribilis, Phyllobates bicolor, Phyllobates aurotaenia). Os filobatos mantidos em cativeiro não desenvolvem as toxinas, e a extensão da toxicidade varia tanto nos pitohuis quanto em sua distribuição. Ambos os fatos sugerem que as toxinas são obtidas da dieta. Insetos tóxicos, principalmente besouros, nas dietas dessas aves tóxicas são as fontes mais comuns de toxicidade da ave. Nas espécies de pássaros da Nova Guiné de Pitohui e Ifrita, os besouros do gênero Choresine, nativamente conhecidos como nanisani, são fontes alimentares essenciais e fontes de toxinas dessas aves.

## Uso de toxinas
O veneno é a única forma de armamento tóxico que evoluiu dentro das aves e parece ter sido adquirido em grupos independentes particulares de linhagens aviárias (por exemplo, Pitohui e Ifrita). Esses aglomerados aparecem perto das pontas da filogenia que, combinada com a maior taxa de perda do que ganho, sugere que muitas linhagens provavelmente desenvolveram a capacidade de sequestrar venenos ao longo do tempo, mas posteriormente perderam essa capacidade. Supõe-se que essa defesa química seja efetivamente usada contra predadores como cobras, aves de rapina e alguns marsupiais arborícolas. Também é hipotetizado que a toxicidade da pele/penas é usada como defesa contra ectoparasitas. Verificou-se que as batracotoxinas são venenosas para ordens distantes de insetos, o que sugere que as batracotoxinas podem ser eficazes contra uma ampla gama de artrópodes ectoparasitas.
Descobriu-se que esses ectoparasitas desempenham um papel na reprodução de aves dos gêneros Pitohui e Ifrita, em que sua presença no hospedeiro aumenta o tempo e a energia gastos durante os períodos reprodutivos. O desenvolvimento de batracotoxina em aves tóxicas levou a uma vantagem dessas aves contra ectoparasitas, pois impede que os parasitas encontrem santuário no tecido e penas do corpo da ave com a toxina, o que sugere que os ectoparasitas são uma importante força evolutiva na seleção sexual.

## Origens das batracotoxinas em aves
A busca de batracotoxinas em organismos consumidos por aves ainda não indicou uma fonte exógena. Estudos do conteúdo estomacal revelam uma variedade de artrópodes, principalmente insetos e frutas ocasionais, mas as análises químicas desses materiais falham em revelar a presença de toxinas. Só se pode especular sobre as fontes de batracotoxinas aviárias se elas não forem sintetizadas de novo. A ocorrência de batracotoxinas em músculos, vísceras e regiões profundas da pele desmente a aplicação tópica dessas substâncias, ou seja, por meio do “formigamento”, comportamento comum em passeriformes onde artrópodes, frutas ou outros materiais são aplicados diretamente na plumagem. Talvez os pássaros sequestrem batracotoxinas produzidas por microorganismos de maneira análoga àquela em que o baiacu pode obter tetrodotoxina, outra neurotoxina, de bactérias em sua pele.